# Hernando Urriago Benítez
Hernando Urriago Benítez (Cali, Colombia, 1974). Profesor, poeta y ensayista colombiano. 
Estudió literatura en la Universidad del Valle obteniendo una Maestría en Literatura Colombiana y Latinoamericana. Su tesis de grado fue sobre la obra del ensayista Baldomero Sanín Cano. Es profesor de las cátedras de Teoría Literaria y del Taller de Escritura de Ensayos. Además orienta investigaciones sobre escrituras autobiográficas.  
En 1999 fue Premio Departamental de Poesía del Ministerio de Cultura(Colombia). Se desempeña como docente de la Escuela de Estudios Literarios de la Universidad del Valle.

## Obras
- Esplendor de la ceniza(2004)
- Caligrafías del asombro(2006)
- El signo del centauro: variaciones sobre el discurso ensayístico de Baldomero Sanín Cano(2007)[1]
- Cali-grafías: la ciudad literaria(2008). En coautoría.
- Escrito en la grama (Antología de cuentos sobre fútbol) (2011). En coautoría.
- La piel en pena (2013)